# Brackel (deutsch-baltisches Adelsgeschlecht)

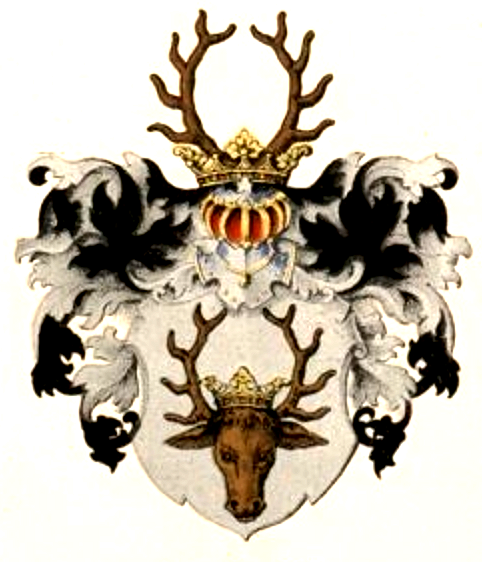
Wappen derer von Brackel

Brackel, auch Brakel ist der Name eines alten deutsch-baltischen Adelsgeschlechts. Zweige der Familie bestehen bis heute fort.
Die Familie ist von den rheinländisch-westfälischen Herren von Brackel und den baltisch-deutschen Herren von Brackel zu unterscheiden.

## Herkunft
Ernst Heinrich Kneschke berichtet, dass das Geschlecht derer von Brackel seinen Ursprung in Dortmund-Brackel haben soll, wo der Deutsche Orden die Kommende Brackel unterhielt. Autor Peter von Brackel dagegen vermutet, dass der von den Edelherren von Brakel (nach Brakel im Kreis Höxter) abstammende Heinricus de Brakele, der in den Jahren 1225–1248 als Ritter und Vasall des Bistums Ösel-Wiek erscheint, Stifter des hier behandelten Geschlechts derer von Brackel ist. In Sifridus de Brakele (urkundl. 1270–1283), 1271 Hauptmann und damit Statthalter des dänischen Königs in Reval, sieht Peter von Brackel einen mutmaßlichen Sohn Heinrichs.

## Ausbreitung

### Dänisch-estländische Linie
Die Herren von Brackel zählten zu den wohlhabendsten und angesehensten Geschlechtern im dänischen Estland, ebenso in den Stiften Dorpat und Ösel-Wiek. Die durchgängig belegte Stammreihe des Geschlechts beginnt mit Clawes de Brakele (urkundl. 1353–1385), Stiftsvogt von Dorpat und Vasall des Erzbistums Riga.

### Kurländische Linie
Die im 16. Jahrhundert gestiftete kurländische Linie immatrikulierte sich 1841 bei der kurländischen Ritterschaft (Nr. 140). Diese Linie nahm mit dem königlich bayrischen Oberst Heinrich Rudolph von Brackel (* 1790; † nach 1848), der 1836 in den bayrischen Freiherrenstand erhoben wurde, ihren Ausgang.

### Schwedisch-finnische Linie
Die im 17. Jahrhundert durch den königlich schwedischen Oberst Georg Anton von Brackel (* 1627; ⚔ 1686) gestiftete schwedische und finnische Linie erhielt 1756 die schwedische Adelsnaturalisation und wurde in Adelsklasse der schwedischen Ritterschaft introduziert (Nr. 1979). 1818 erfolgte die Introduktion bei der Adelsklasse der finnischen Ritterschaft (Nr. 129). Anfang des 20. Jahrhunderts ist auch diese Linie erloschen.

### Livländische Linie
1742 immatrikulierte sich die Familie bei der livländischen Ritterschaft (Nr. 12). Einzig diese Linie hat bis in die Gegenwart Bestand.

## Wappen

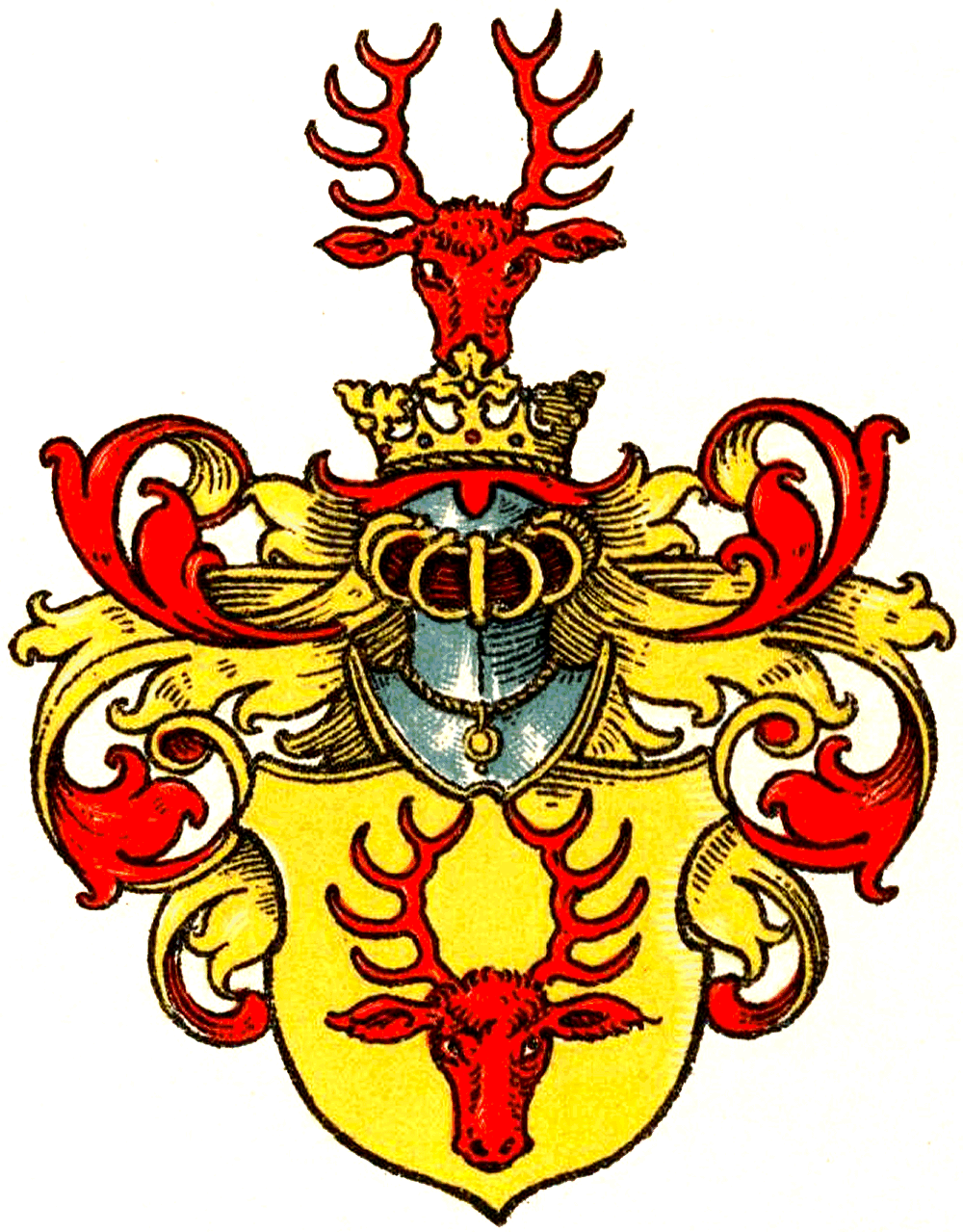
Wappen derer von Brackel im „Wappenbuch des Westfälischen Adels“

Im silbernen Schild ein vorwärts-gestellter, gekrönter, natürlicher Hirschkopf, ohne Kragen mit herausgeschlagener Zunge. Auf dem Helm mit schwarz-silbernen Decken ein natürliches Hirschgeweih.
Nach dem Wappenbuch des Westfälischen Adels soll das Geschlecht aus Westfalen stammen, dort zeigt das Wappen in Gold einen roten Hirschkopf von vorne. Auf dem gekrönten Helm mit rot-goldenen Decken der Hirschkopf.

## Namensträger
- Otto II. von Brakel (* vor 1400; † 1435), Ritter, Vasall und Unterhändler für den Deutschen Orden
- Johann von Brackel († 1651), Ritterschaftshauptmann der Estländischen Ritterschaft
- Heinrich Otto von Brackel (* 1674; † 1713), königlich schwedischer Generalmajor
- Casimir Christoph von Brackel (* 1686; † 1742), Landhofmeister und Kanzler in Kurland
- Woldemar von Brackel (* 1807; † 1877), kaiserlich russischer Generalmajor
- Heinrich Rudolph von Brackel (* 1790; † nach 1848), königlich bayrischer Oberst, 1840–1848 Oberstkommandant des Chevaulegers-Regiment Nr. 5